# Rudi Rotthier
Rudi Rotthier (Sint-Niklaas, 1957) is een Vlaams journalist en schrijver van reisliteratuur. 
Rudi Rotthier studeerde in Gent Musicologie en Filosofie en ging daarna werken als journalist voor De Morgen vanaf 1980 tot 1989. Sinds 2014 is hij journalist voor Knack. Daarna is hij zich fulltime op het schrijven van reisboeken en reportages gaan toeleggen. Voor zijn boek De Koranroute ontving hij in 2004 de Bob den Uyl-prijs.

## Publicaties
- 2019 - De Verscheurde Staten van Amerika. Berichten uit Trumpland
- 2011 - De lont aan de wereld
- 2010 - Een kneedbaar land
- 2009 - God, Darwin en natuur (samen met Redmond O'Hanlon)
- 2008 - De andere kant van de wereld
- 2005 - Het land dat zichzelf bemint
- 2003 - De Koranroute
- 2001 - Het gulle continent
- 2001 - Hotel Fabiola
- 2000 - Het beste land van de wereld
- 2000 - Caesars van de wildernis-de ontdekking van Canada (redactie)
- 1995 - Kinderen van de krokodil
- 1994 - Het recht op dwaling
- 1990 - Coupe banale

- Gemeinsame Normdatei: 124765637
- International Standard Name Identifier: 0000 0000 3737 9676
- Library of Congress Control Number: n97124356
- Nederlandse Thesaurus van Auteursnamen: 079978053
- Système universitaire de documentation: 200231006
- Virtual International Authority File: 10787996
- WorldCat: E39PBJcGk6XDc6fG8TfDTMjBfq